# Fleur East
Fleur East (ur. 29 października 1987 w Walthamstow) – brytyjska piosenkarka, tancerka i autorka piosenek.
W 2005, będąc członkinią girlsbandu Addictiv Ladies, brała udział w drugiej edycji programu The X Factor. W 2012 rozpoczęła karierę solową. W 2014 jako solistka zajęła drugie miejsce w finale jedenastej edycji programu The X Factor. W 2015 wydała debiutancki, solowy album studyjny pt. Love, Sax and Flashbacks, który pokrył się srebrem w Wielkiej Brytanii.

## Wczesne lata
Jest starszą córką Ghanki i Anglika, ma młodszą siostrę Keshię. Dorastała w Walthamstow w Londynie. Jak wyznała w jednym z wywiadów, w dzieciństwie była ofiarą ataków rasistowskich. Kiedy miała trzy lata, otrzymała od rodziców keyboard, na którym grała i tworzyła swoje pierwsze, amatorskie piosenki.
Uczęszczała do Holy Family Technology College w Walthamstow oraz na Uniwersytet Londyński Królowej Marii, gdzie studiowała dziennikarstwo i historię współczesną.

## Kariera muzyczna
Była członkinią girlsbandu Addictiv Ladies. W 2005 roku grupa wzięła udział w przesłuchaniach do drugiej edycji programu The X Factor. Ich mentorem był Simon Cowell. Zespół odpadł w pierwszym odcinku na żywo, przegrywając z Chico Slimanim. 
W 2011 poznała producenta muzycznego o pseudonimie DJ Fresh, który zatrudnił ją jako wokalistkę na czas jego występu w sesji Live Lounge dla BBC Radio 1. W 2012 roku piosenkarka zaśpiewała gościnnie w utworze „Turn It Up” pochodzącym z jego albumu pt. Nextlevelism, a także uczestniczyła w jego trasie koncertowej, występując m.in. na V Festival, iTunes Festival i T4 On The Beach. W styczniu 2012 roku podpisała kontrakt płytowy z wytwórnią Strictly Rhythm i wydała dwa single: „Broken Mirror” (z gościnnym udziałem duetu Cutline) oraz „Turn the Lights On”. Ona sama pojawiła się gościnnie w utworze „The One”, który nagrali Horx i P3000. W 2013 roku zaśpiewała gościnnie w utworze „One in a Million”, który wykonali Drumsound & Bassline Smith. W grudniu tego samego roku piosenkarka wydała swoją debiutancką EP-kę zatytułowaną She. Jeden z utworów z płyty – „Super Rich Royals” – to mashup piosenek „Super Rich Kids” Franka Oceana i „Royals” Lorde. W tym czasie Fleur East chciała także zarobić na siebie, dlatego pracowała jako kelnerka w londyńskim klubie nocnym Aura Mayfair oraz modelka fitness w agencji modelek W Athletic. W wywiadzie, którego udzieliła na początku 2014 roku, wyznała, że w tym czasie była „w depresji” i rozważała zakończenie kariery muzycznej z powodu problemów finansowych. Znajomi zachęcili ją do udziału w przesłuchaniach do jedenastej edycji brytyjskiej wersji programu The X Factor.
W czerwcu 2014 wzięła udział w przesłuchaniach do jedenastej edycji programu The X Factor. Podczas pierwszego etapu castingu wykonała utwór „Ordinary People” z repertuaru Johna Legenda i zakwalifikowała się do etapu występów przed jurorami. Zaśpiewała wówczas piosenkę „Fine China” Chrisa Browna i dostała się do rundy tzw. „boot campu”. Ostatecznie dostała się do grupy „Wykonawców powyżej 25 roku życia”, której mentorem był Simon Cowell. Zaśpiewała wówczas utwór „Bang Bang” Jessie J, Ariany Grande i Nicki Minaj, czym zapewniła sobie udział w odcinkach na żywo. W półfinale programu wykonała utwór „Uptown Funk” Marka Ronsona i Bruno Marsa, który spotkał się z ogromnym uznaniem w mediach. Singiel z tym utworem w wykonaniu Fleur West dotarł do pierwszego miejsca notowania UK iTunes Store. W finale programu The X Factor piosenkarka zajęła ostatecznie drugie miejsce po zdobyciu 34,3% głosów, przegrywając z Benem Haenowem.
W styczniu 2015 poinformowała o podpisaniu kontraktu płytowego z wytwórnią Syco Music Simona Cowella. Niedługo później piosenkarka zaczęła nagrania materiału na swój debiutancki album studyjny. W lipcu tego samego roku ogłosiła, że pracuje na swoją pierwszą kolekcją ubrań z marką odzieżową Lipsy London. W listopadzie ukazał się jej singiel „Sax”, który został pierwszym singlem z nadchodzącej płyty piosenkarki. Utwór zadebiutował na trzecim miejscu brytyjskiej listy przebojów. 4 grudnia premierę miał jej album studyjny pt. Love, Sax and Flashbacks. Pozostałymi singlami promującymi płytę zostały utwory „Breakfast” i „More and More”. W tym samym roku podpisała kontrakt płytowy z wytwórnią Columbia Records, a także zagrała trasę koncertową pod nazwą Sax Tour.

## Dyskografia

### Albumy studyjne
- Love, Sax and Flashbacks (2015)
- Fearless (2020)

### Minialbumy (EP)
- She (2013)

### Single

#### Jako główna artystka
- Sax (2015)
- More & More (2016)
- Favourite Thing (2019)
- Figured Out (2019)
- Size (2019)
- Lucky (2020)
- Mine (2020)
- Not Alone (2020)

#### Jako artystka gościnna
- The One (2012)
- One in a Million (2013)
- Around and Around (2014)